# Fraispertuis-City
Fraispertuis-City est un parc à thèmes familial situé à Jeanménil, dans le département français des Vosges en région Grand Est.
Ouvert en 1966 par la famille Fleurent qui le détient toujours, il a pour thème principal l'Ouest américain. Il a été élu « meilleur parc familial français » en 2004 et constitue la première destination touristique payante des Vosges.

## Histoire
En 1966, Michel et Simone Fleurent ouvrent l'auberge de la Roche des Fées, au lieu-dit Fraispertuis, dans la vallée du Gaindrupt, un affluent de la Mortagne. Les visiteurs peuvent à l'époque pêcher les truites qui leur seront servies. Passionnés par l'histoire de la conquête de l'Ouest, ils l'agrémentent d'attractions et de manèges aux couleurs des grands thèmes des westerns. Des premières balançoires, et jeux de quilles, ils passent au petit train puis au Fort Apache, une petite reconstitution de village western pour enfants aujourd'hui disparue, puis une structure en béton sculpté accueillant la Mine d'Or en 1978.
L'évolution principale survient en 1987 avec l'achat de montagnes russes qui seront adaptées au thème général. À partir de l'année suivante, un tarif d'entrée unique remplace les tickets de manège et le parc poursuit son extension et progresse en renommée. En 1991, le flum, un autre classique du parc, est construit.
Les nouveautés deviennent annuelles à partir de 1999 et le visage du parc évolue alors rapidement.
En 2000, le parc travaille à la construction d'un deuxième parcours de montagnes russes. Le Grand Canyon, construit par Soquet représente, à l'époque, le plus gros investissement du parc avec plus de 1,22 million €. Le parcours s'est vu rallongé d'une boucle en 2005.
En 2005, le parc implante la Cavalerie, le premier Disk'O de France. Cette attraction possède alors une décoration et un thème unique créés spécialement par son constructeur Zamperla.
En 2008, le parc s'offre deux attractions : un grand carrousel de chevaux de bois et une Shoot, tilt & drop tower de la forme d'un cactus de 15 mètres de haut.
En 2009, le parc investi dans une nouvelle zone thématique sur les pirates composée d'un Splash Battle de Mack Rides avec des éléments de décoration de l'Atelier artistique du béton et de l'entreprise anglaise Uk-Loco. L'attraction est inaugurée le 12 juin 2009. La zone comprend également des bateaux téléguidés, une boutique et un stand de jeux d'adresse. Elle constitue alors le plus gros investissement du parc avec plus de 1,7 million €.
En 2011, le parc inaugure Timber Drop, un parcours de montagnes russes construit par la société américaine S&S Worldwide. Plus de 4 millions € sont consacrés à la fabrication de cette attraction, ouverte au public le 2 juillet 2011. Elle détient à son ouverture le record du monde de la pente la plus inclinée, mais le perdra peu de temps après, le 16 juillet 2011. L'attraction conserve toutefois toujours son record en Europe.
En 2017, une tour de chute nommée Golden Driller est inaugurée. Construite par Intamin, elle a la particularité de proposer 4 positions différentes. Elle a une hauteur de 66 mètres en hommage à l'année de construction du parc.
En 2020, la pandémie de Covid-19 contraint le parc à reporter son ouverture de 3 mois et à réduire sa capacité d'accueil de moitié. 130 000 visiteurs visitent le parc cette année-là, alors que 281 000 personnes s'y rendent en 2019 et 2022.
Le parc compte aujourd'hui plus de trente attractions de tous types, quatre restaurants, des boutiques et un bon nombre d'infrastructures de service.
L'entreprise est restée familiale puisque l'on retrouve les quatre enfants de Simone et Michel Fleurent à la tête du parc, entourés de 22 employés permanents. 450 saisonniers complètent l'effectif.
Le parc est ouvert des vacances scolaires d'avril jusqu'au dernier week-end de septembre, la pause hivernale étant consacrée à l'entretien et l'aménagement du parc.

### Historique du parc
- 1966 : ouverture de l'Auberge de la Roche des fées
- 1968 : création de l'étang de pêche
- 1971 : Petit train du Far West
- 1973 : Fort Apache (disparu en 2000), Camp des indiens (disparu en 1995), balades en poneys (disparues en 1996)
- 1978 : première version de la Mine d'or (disparue en 1999)
- 1982 : salle de jeux vidéo
- 1987 : L'Express (TGV) (disparu en 2005), Santa Fee (disparu en 2001)
- 1988 : l'entrée du parc devient payante
- 1988 : Les Louisianes (disparues en 2009)
- 1989 : Les Pédalos (disparue en 1995), Gyrofoly's (disparue en 1994), Piscine à boules
- 1990 : Le Cyclone (disparu en 2002), les Bullys
- 1991 : Le Flum, le Ciné 180° (disparu en 1994)
- 1993 : Labyrinthe aquatique (disparu en 2003), Carrousel Far West (disparu en 2019)
- 1995 : Roue Panoramique, les Bumpers (disparus en 2021), Rivière d'aventure (disparue en 2013)
- 1996 : Bateau Pirate
- 1997 : Baby boules, Pony Express, Rodéo
- 1999 : Le Blizzard, le manège clown (disparu en 2012)
- 2000 : Le Grand Canyon
- 2001 : Jolly Jumper, Rio Grande
- 2002 : Les Santiags
- 2003 : Geyser City
- 2004 : Les Sombreros (disparus en 2022), Old America
- 2005 : La Cavalerie, la galerie de Joe (disparue en 2012)
- 2006 : réouverture de la Mine d'or, Ciné Desperados
- 2007 : Les Bisons rusés
- 2008 : La Chevauchée, le Cactus
- 2009 : Pirate Attack
- 2010 : L'Express, nouveau film au Ciné Desperados
- 2011 : Timber Drop, La Tornade
- 2013 : La Diligence, Laser City (disparu en 2015), Las Ranitas, nouveau film au Ciné Desperados
- 2014 : La Ronde des Rondins, la Rivière Castor
- 2015 : Santy Anno, Hissez Haut
- 2016 : Les Taureaux sauvages
- 2017 : Golden Driller
- 2018 : Mission Fraispertuis-City
- 2019 : L'île aux pieuvres
- 2020 : Corb'Hauts, P'ti Moussaillons, Post Office
- 2022 : Les Draisines
- 2023 : El Molcajete
- 2025 : Sawmill

### Historique des boutiques, restaurants et autres
- 1966 : ouverture d'un café-restaurant par M. et Mme Fleurent
- 1980 : première boutique souvenir
- 1984 : agrandissement du restaurant
- 1994 : Le Lucky Burger
- 1997 : boutique mexicaine, La Cantina, quartier Mexicain, l'entrée est refaite
- 1999 : Arizona Pizza
- 2005 : stand maquillage, arrivée des jeux d'adresse
- 2006 : Fort Apache (Snack), boutique Desperados
- 2009 : la Crique des pirates, boutique aux trésor, La Cale des pirates
- 2010 : le Cap'tain Fraisp et La Revanche
- 2011 : La Souche
- 2014 : Bagel's House

### Fréquentation
Évolution de la fréquentation depuis 2005,,,,,,,,,,,,,,,,,,,,,,,,,,,,,. Le record d'affluence est établi lors des saisons 2023 avec 285 000 visiteurs.

Fréquentation annuelle 

178 628 (2005)
150 128 (2006)
170 146 (2007)
179 570 (2008)
220 782 (2009)
215 784 (2010)
244 457 (2011)
260 864 (2012)
260 468 (2013)
238 125 (2014)
260 441 (2015)
271 000 (2016)
270 000 (2017)
276 000 (2018)
281 000 (2019)
130 000 (2020)
147 000 (2021)
281 000 (2022)
285 000 (2023)
281 000 (2024)

## Les attractions

### Montagnes russes
| Nom                  | Type   | Constructeur              | Année |
| -------------------- | ------ | ------------------------- | ----- |
| La Ronde des rondins | Junior | Zierer                    | 2014  |
| Timber Drop          | Métal  | S&S - Sansei Technologies | 2011  |
| Le Grand canyon      | Métal  | Soquet                    | 2000  |

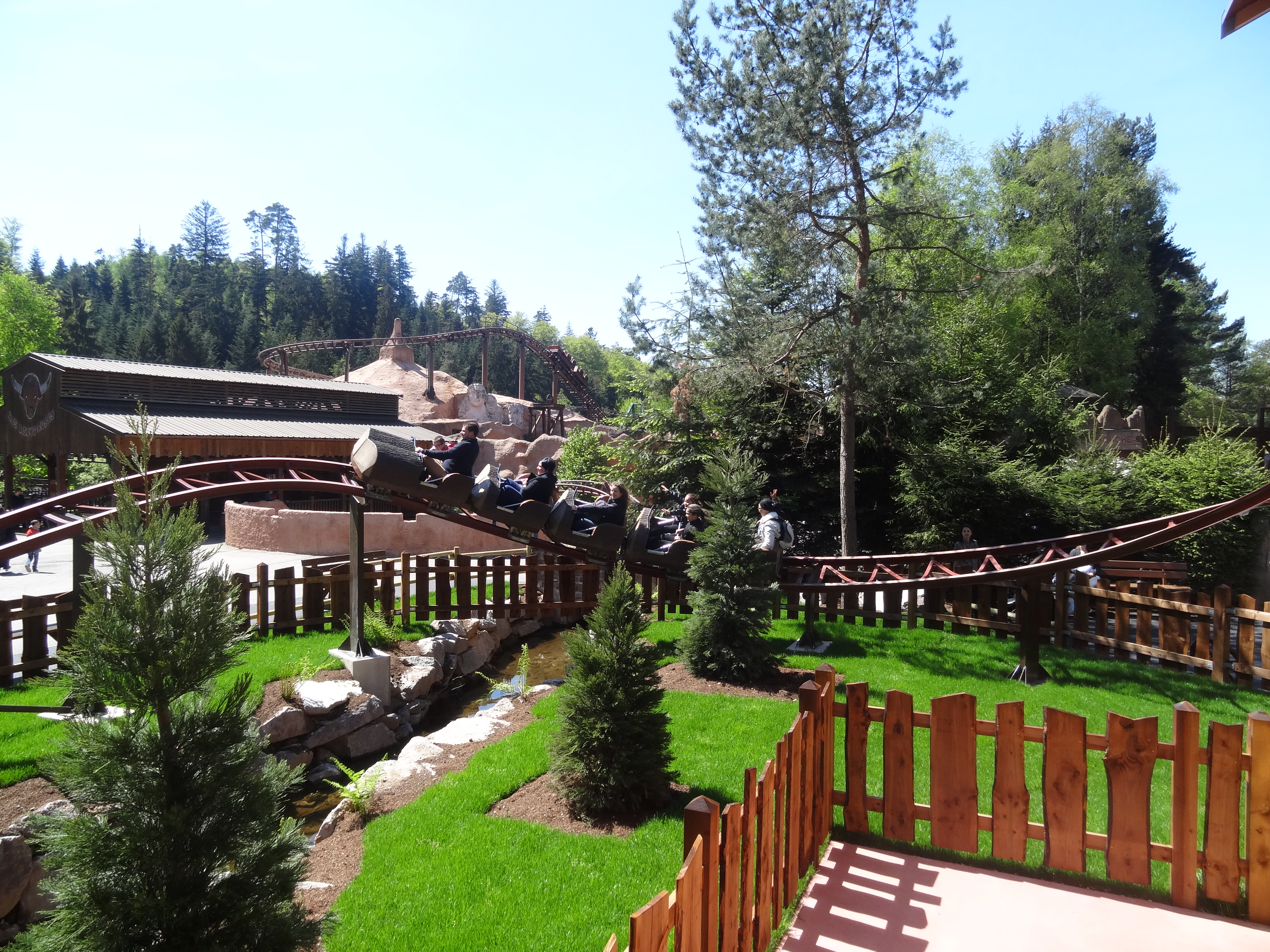
La Ronde des rondins
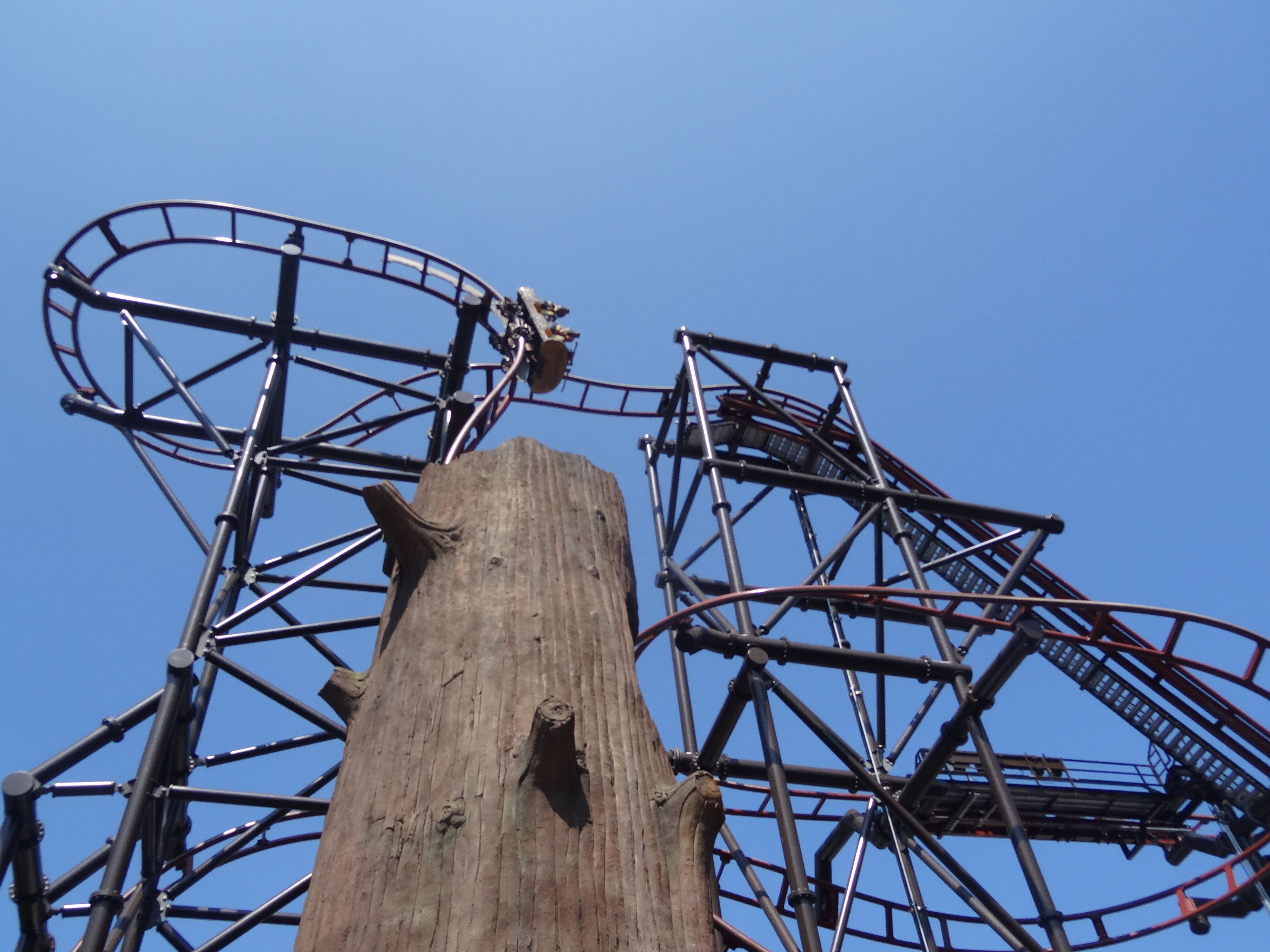
Timber Drop
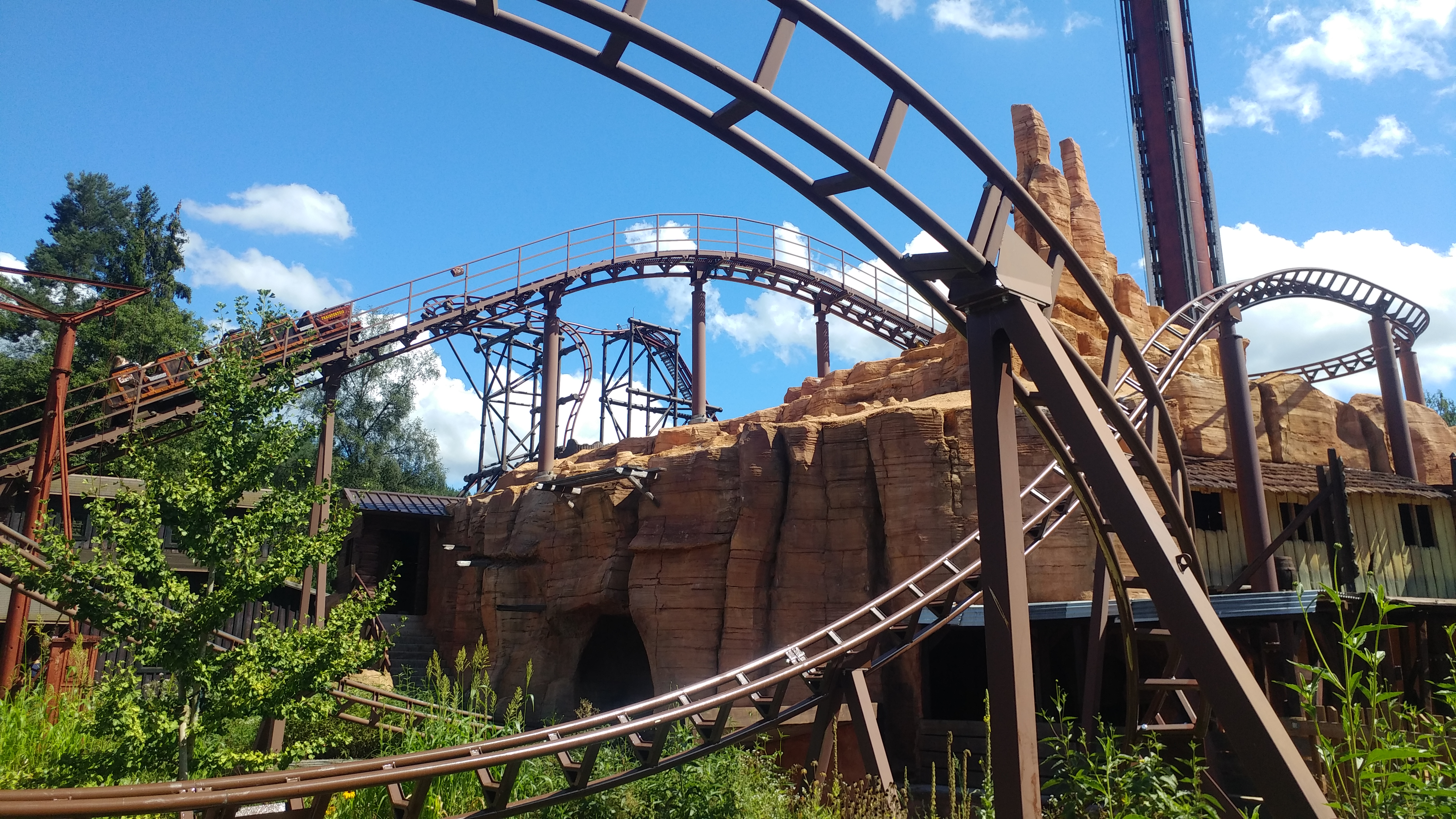
Le Grand canyon

### Attractions aquatiques
- Pirate Attack : apparue en 2009, cette attraction de type Splash Battle à la thématique pirate est construite par Mack Rides. La décoration de la zone est confiée à UK-Loco et à l'Atelier artistique du béton.
- Le Flum : bûches de Soquet. Embarcation dans des rondins de bois pour un voyage sur l'eau avec une chute de 11 mètres. Elle est arrivée au parc en 1991.
- Geyser City : installé en 2003, cette aire de jeux aquatique est venue en remplacement du labyrinthe aquatique.
- L'île aux pieuvres : manège de type Jet skis de Zierer prévu pour 2019 dans la Crique des Pirates.
- La Rivière Castor : bûches pour les enfants de Soquet. cette attraction est apparue en 2014.
- Les Bullys : attraction pour les enfants. Elle est composée d'embarcations en forme de castor.

| Nom                | Type                                | Hauteur maximale | Constructeur      | Année |
| ------------------ | ----------------------------------- | ---------------- | ----------------- | ----- |
| Pirate Attack      | Splash Battle                       | -                | Mack Rides        | 2009  |
| L'île aux pieuvres | Jet skis                            | -                | Zierer            | 2019  |
| Geyser City        | Aire de jeux aquatiques             | -                | Fraispertuis-City | 2003  |
| La Rivière Castor  | Bûches pour enfants                 | -                | Soquet            | 2014  |
| Le Flum            | Bûches                              | 11 m             | Soquet            | 1991  |
| Les Bullys         | Attraction pour très jeunes enfants | -                | Fraispertuis-City | 1990  |

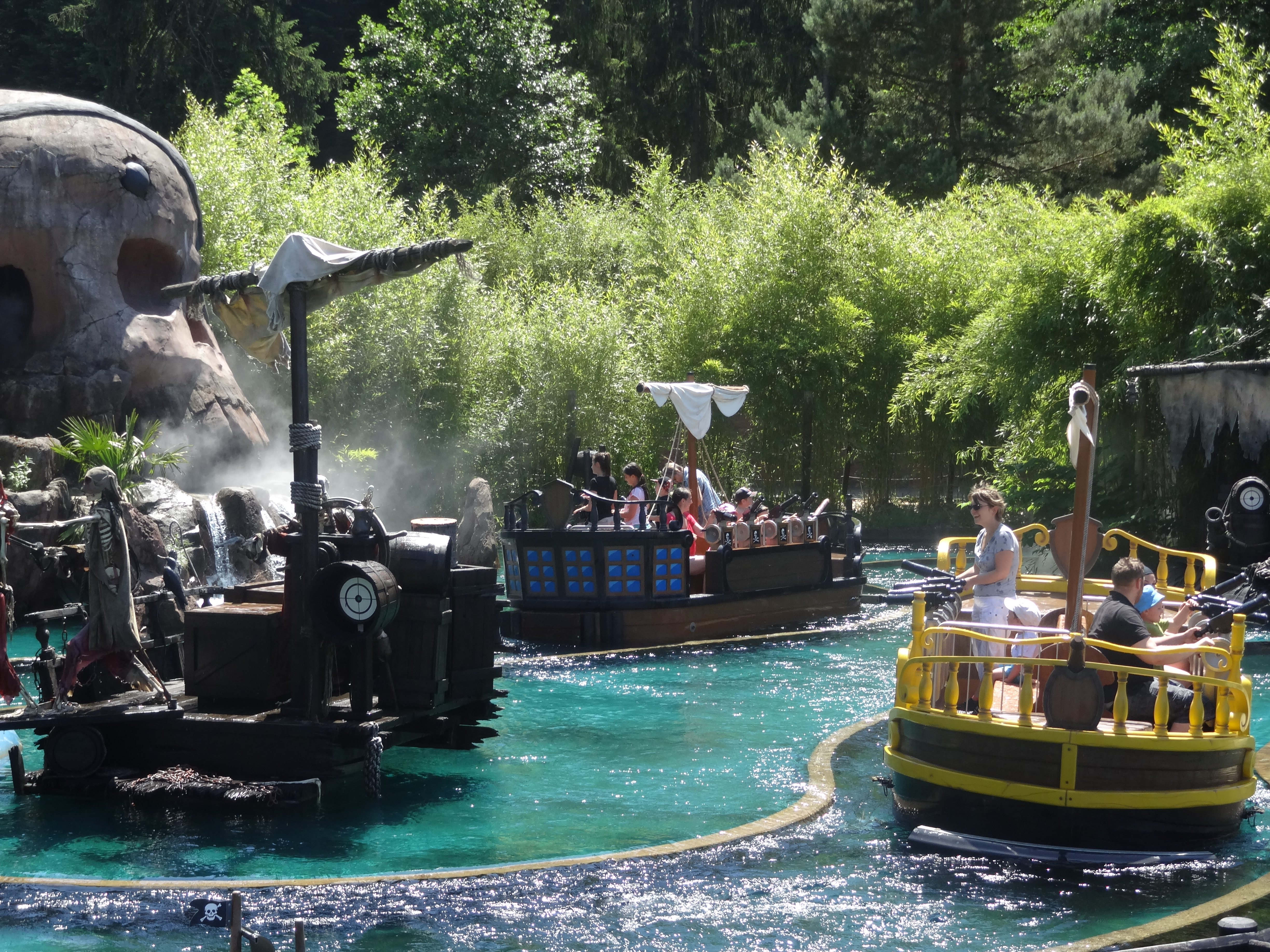
Pirate Attack
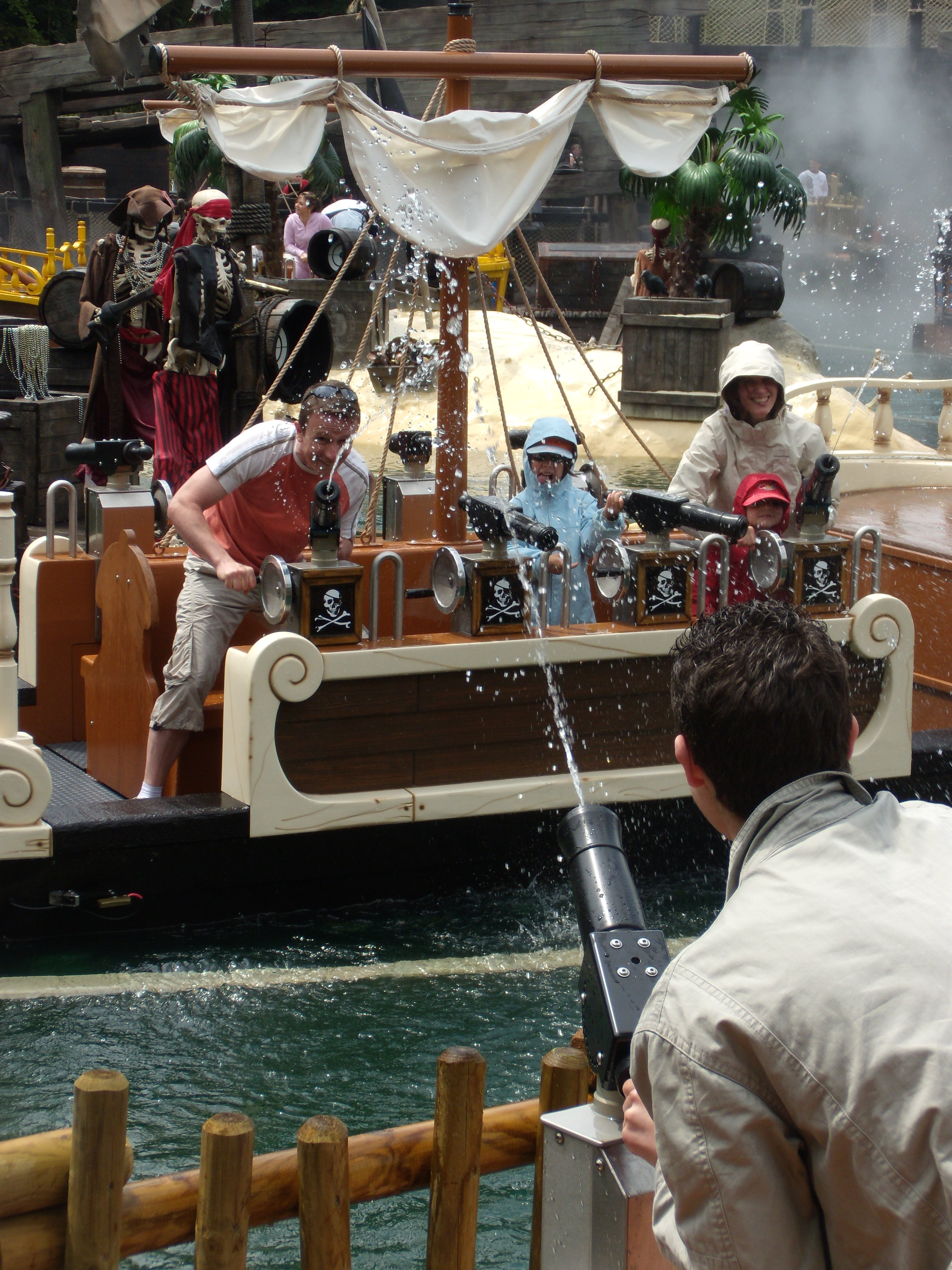
interactions sur Pirate Attack
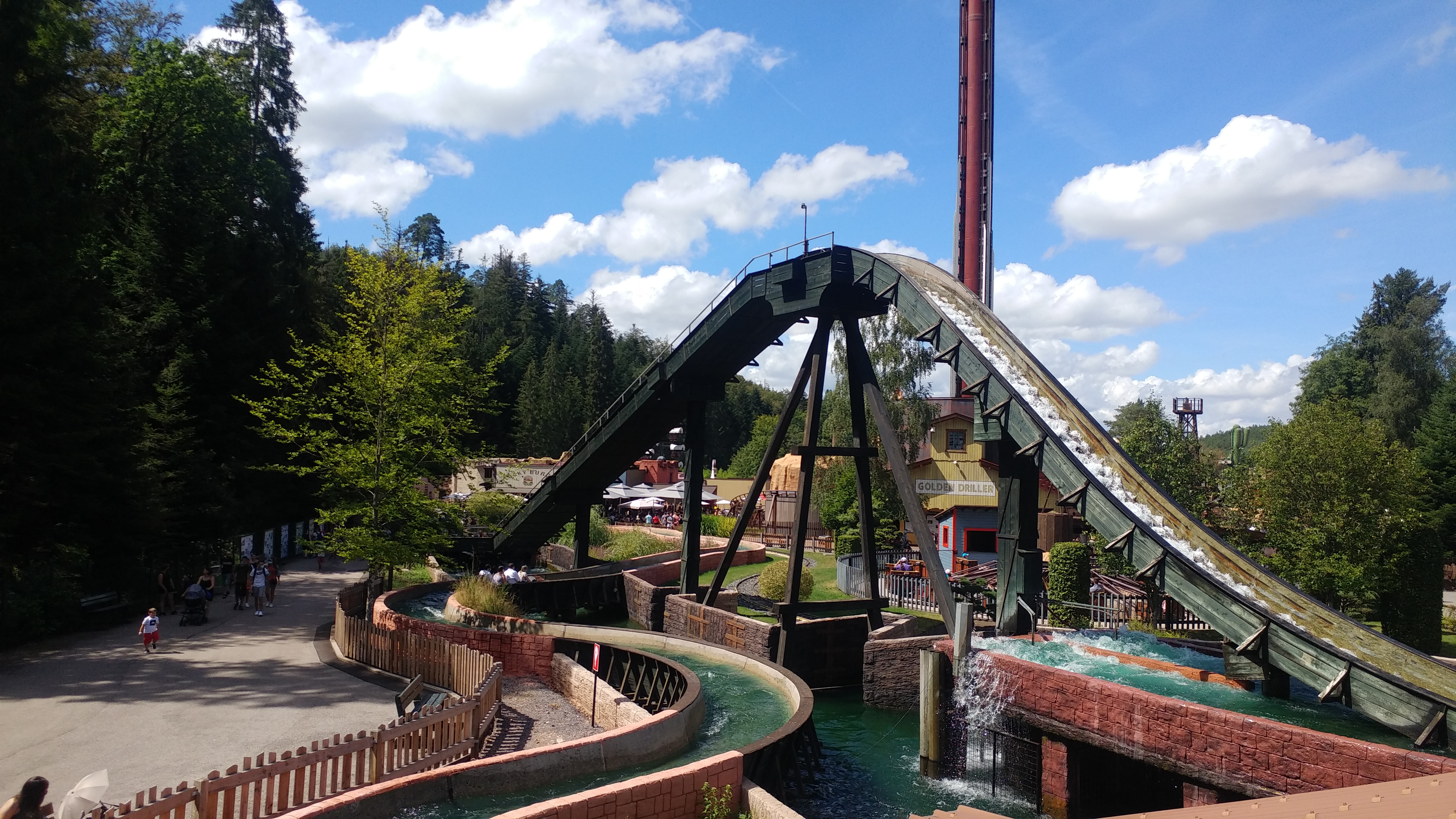
Le Flum

### Attractions à sensations

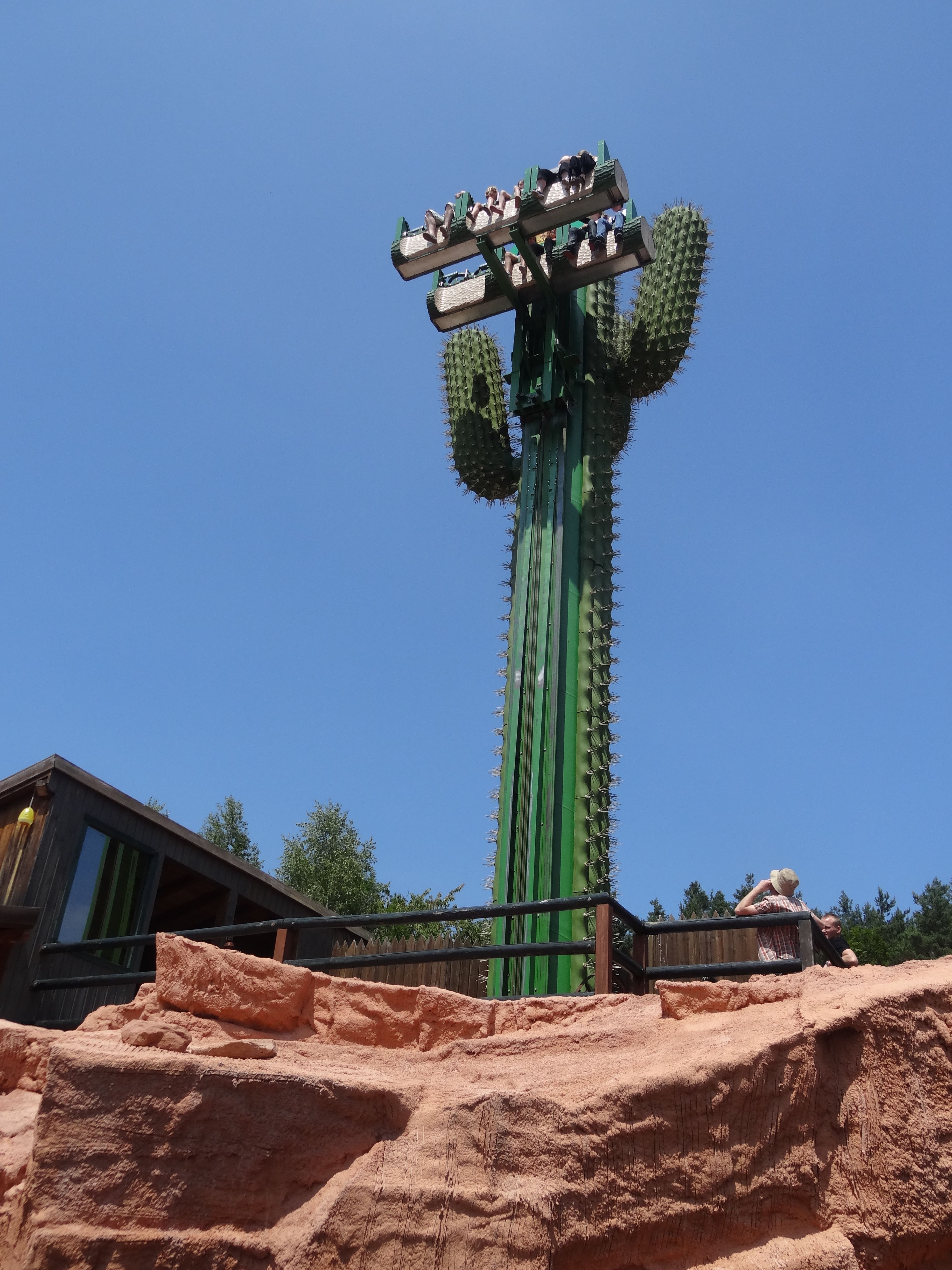
La Cavalerie - Disk'O apparu en 2005, la Cavalerie est constituée d'un rail incurvé sur lequel une plateforme rotative coulisse d'une extrémité à l'autre, décrivant ainsi un mouvement de balancier. L'originalité tient au fait que les 24 passagers de ladite plateforme sont installés, à califourchon, sur leur siège en forme de chevaux (d'où le nom de l'attraction).
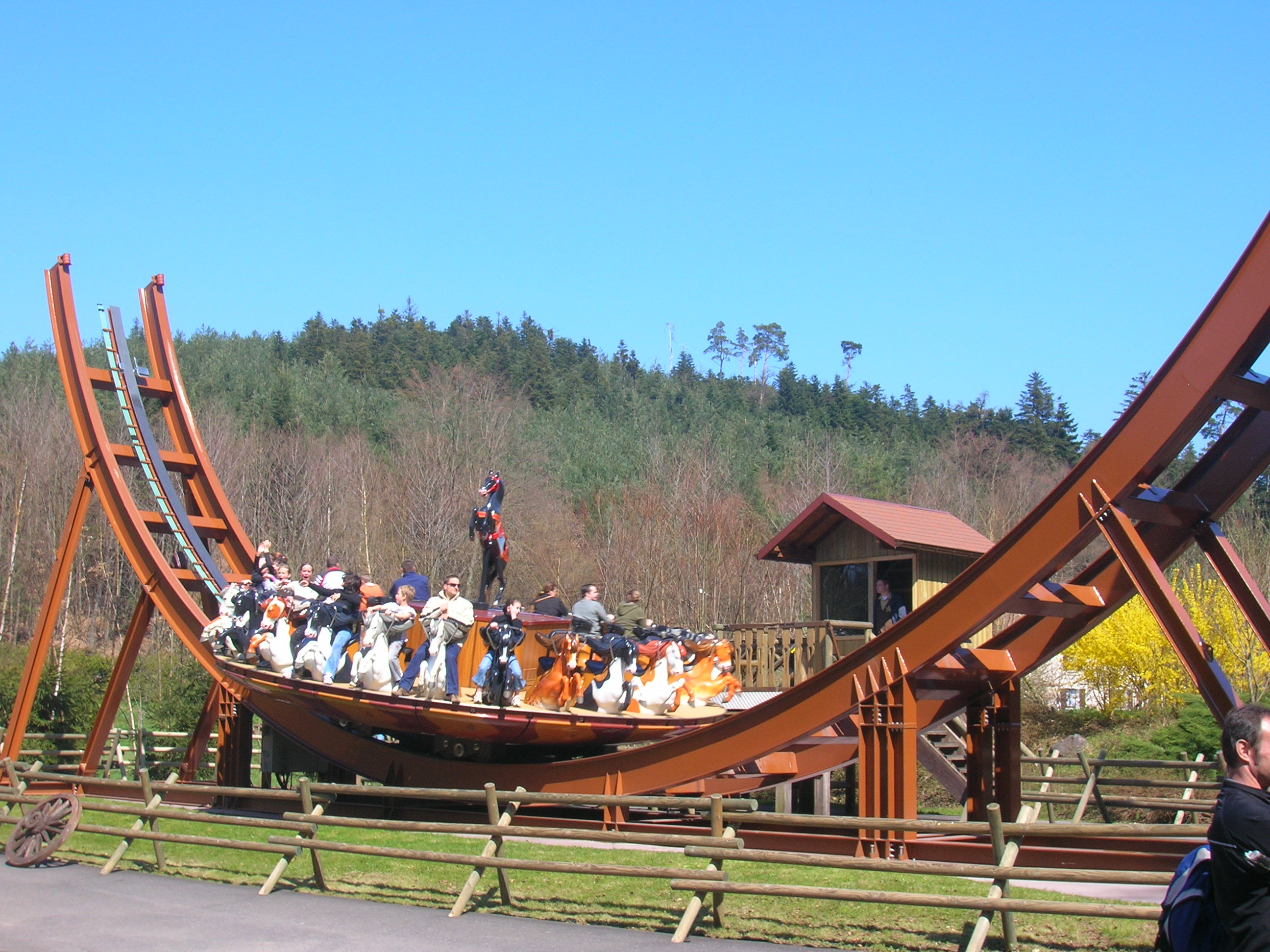
Le Cactus - Shoot, tilt & drop tower de 2008, construit par Bear Rides. Il s'agit d'une attraction avec le thème d'un cactus géant qui propulse les visiteurs à 15 mètres de haut. Ce type de tour de chute possède une particularité dans son programme, l'effet tilt qui donne la sensation aux passagers que leur siège se décroche vers l'avant. C'est la première tour de ce type à avoir été installée en France.
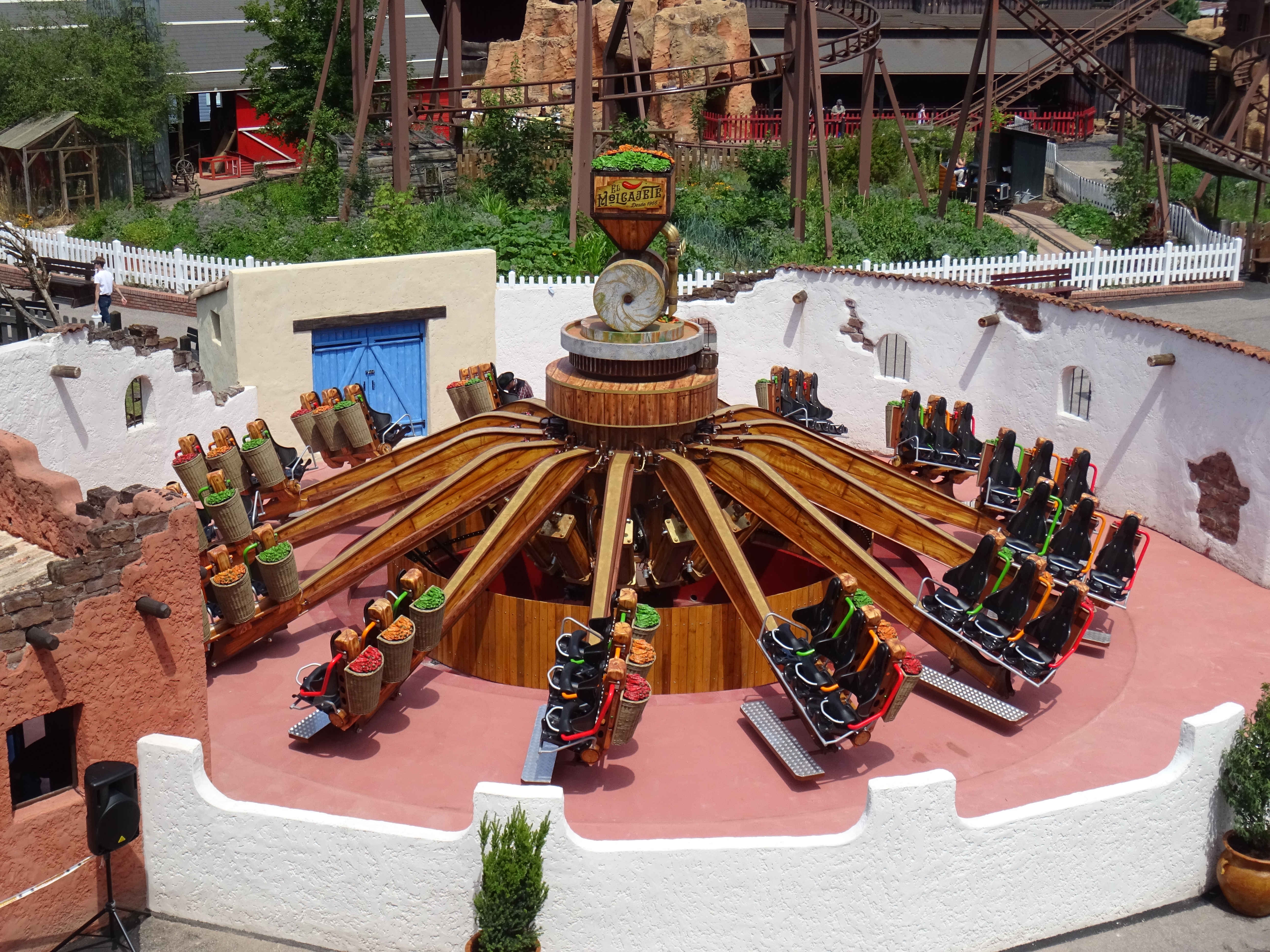
El Molcajete - Wild Spark de Technical Park sur le thème des piments mexicains[43].
- Les Santiags : la nouveauté de l'année 2002 est un manège de type chenille. Les wagons sont décorés en forme de bottes texanes d'où le nom de l'attraction.
- Le Bateau pirate : ouvert en 1996. Il s'agit d'un bateau à bascule. Le bateau monte à plus de 14 mètres de haut.
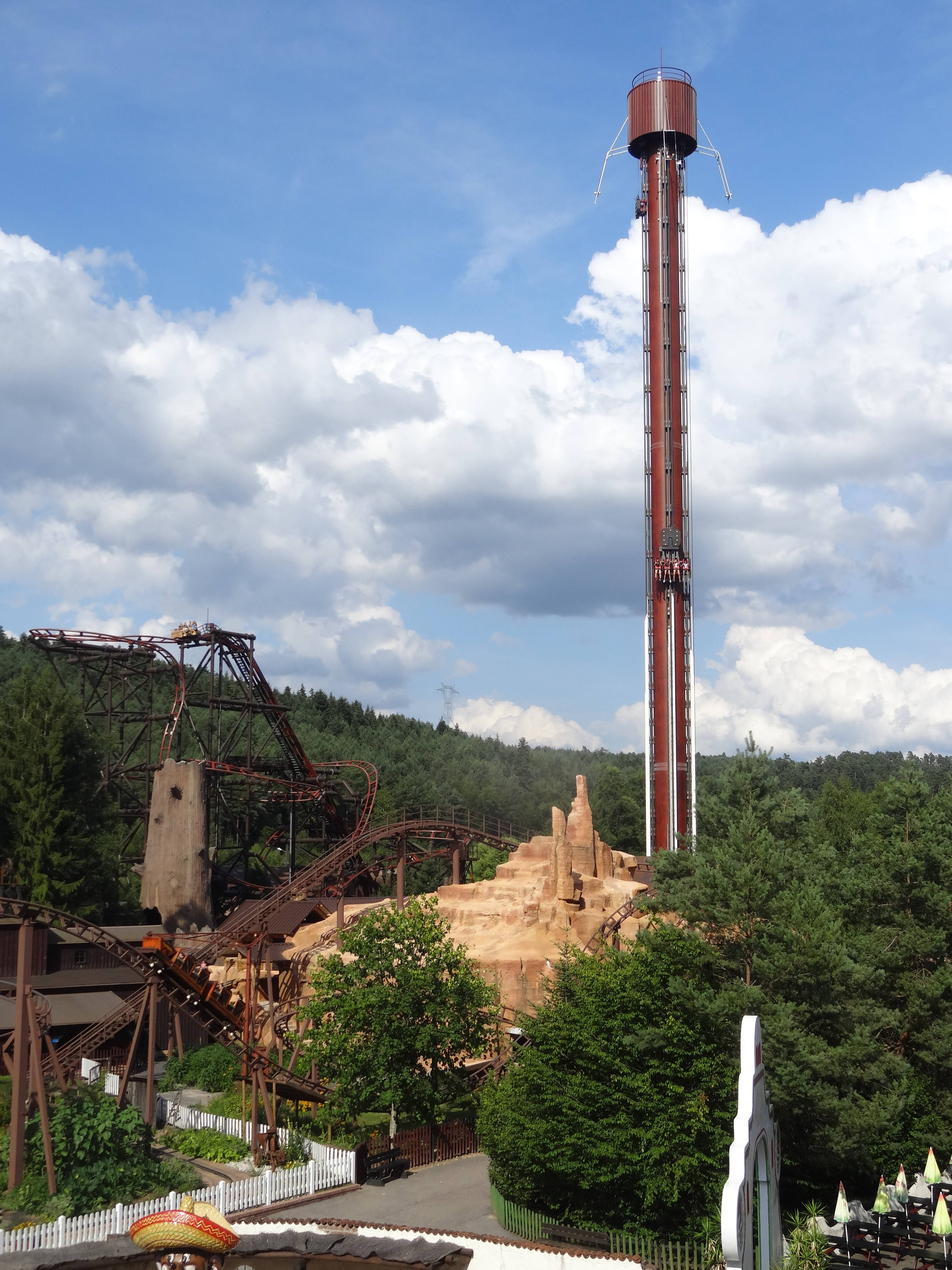
Golden Driller : cette tour de chute ouverte 2017 a une hauteur de 66 mètres. Elle dispose de 4 nacelles différentes permettant une chute libre en position assise, assise avec inclinaison, à califourchon ou debout.
- Sawmill : Une attraction de type Nebulaz, construite par Zamperla en 2025[44]. Elle possède une décoration sur le thème d'une scierie.

| Nom              | Type                     | Hauteur maximale | Constructeur   | Année |
| ---------------- | ------------------------ | ---------------- | -------------- | ----- |
| Le Cactus        | Shoot, tilt & drop tower | 19 m             | Bear Rides     | 2008  |
| La Cavalerie     | Disk'O                   | 15 m             | Zamperla       | 2005  |
| El Molcajete     | Wild Spark               | 6 m              | Technical Park | 2023  |
| Les Santiags     | Music Express            | -                | Zamperla       | 2002  |
| Le Bateau Pirate | Bateau à bascule         | 14 m             | Far Fabbri     | 1996  |
| Golden Driller   | Tour de chute            | 66 m             | Intamin        | 2017  |
| Sawmill          | Nebulaz                  | 11 m             | Zamperla       | 2025  |

- Le Cactus
- La Cavalerie
- El Molcajete
- Golden Driller

### Les attractions familiales

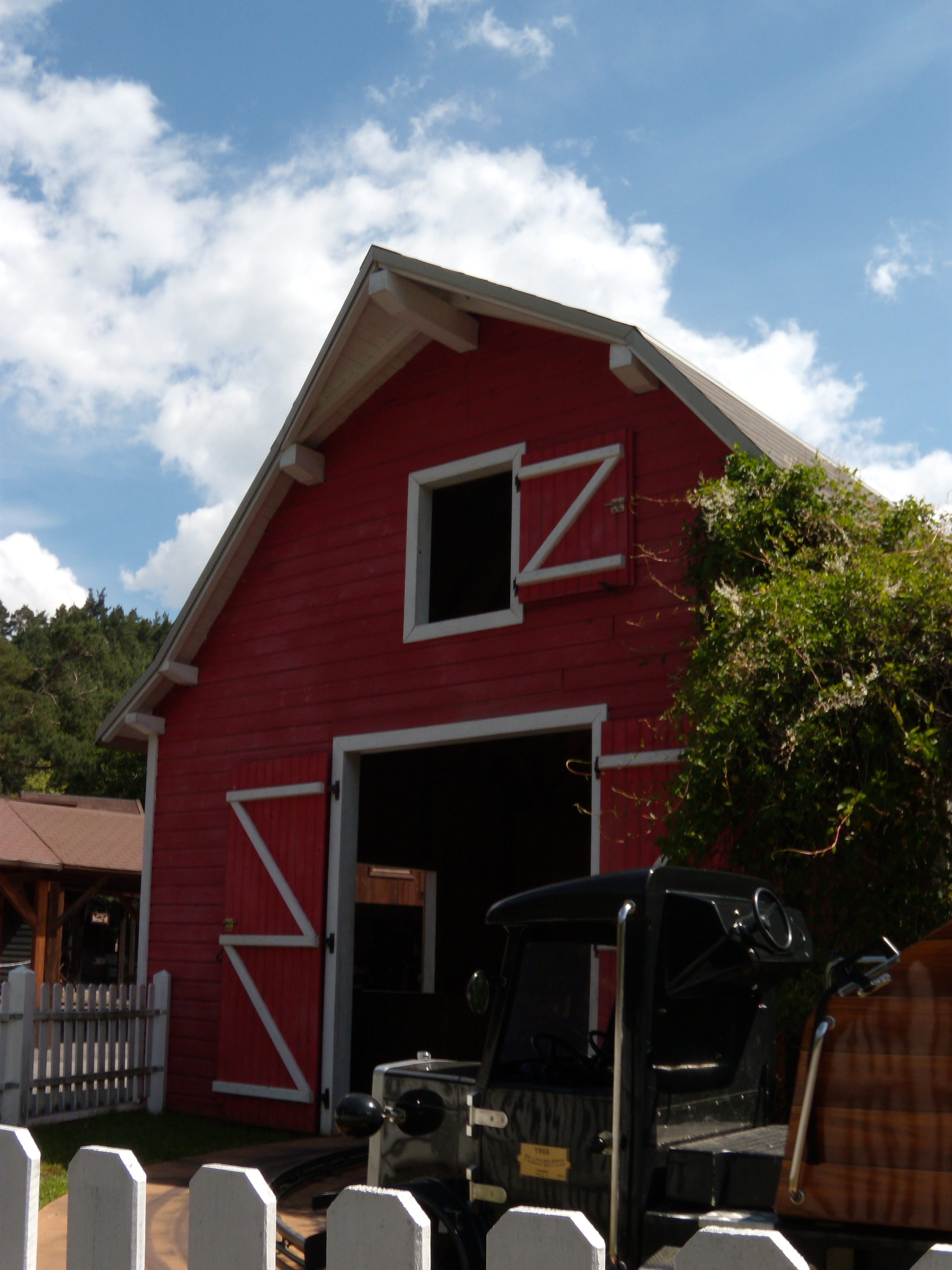
Old America

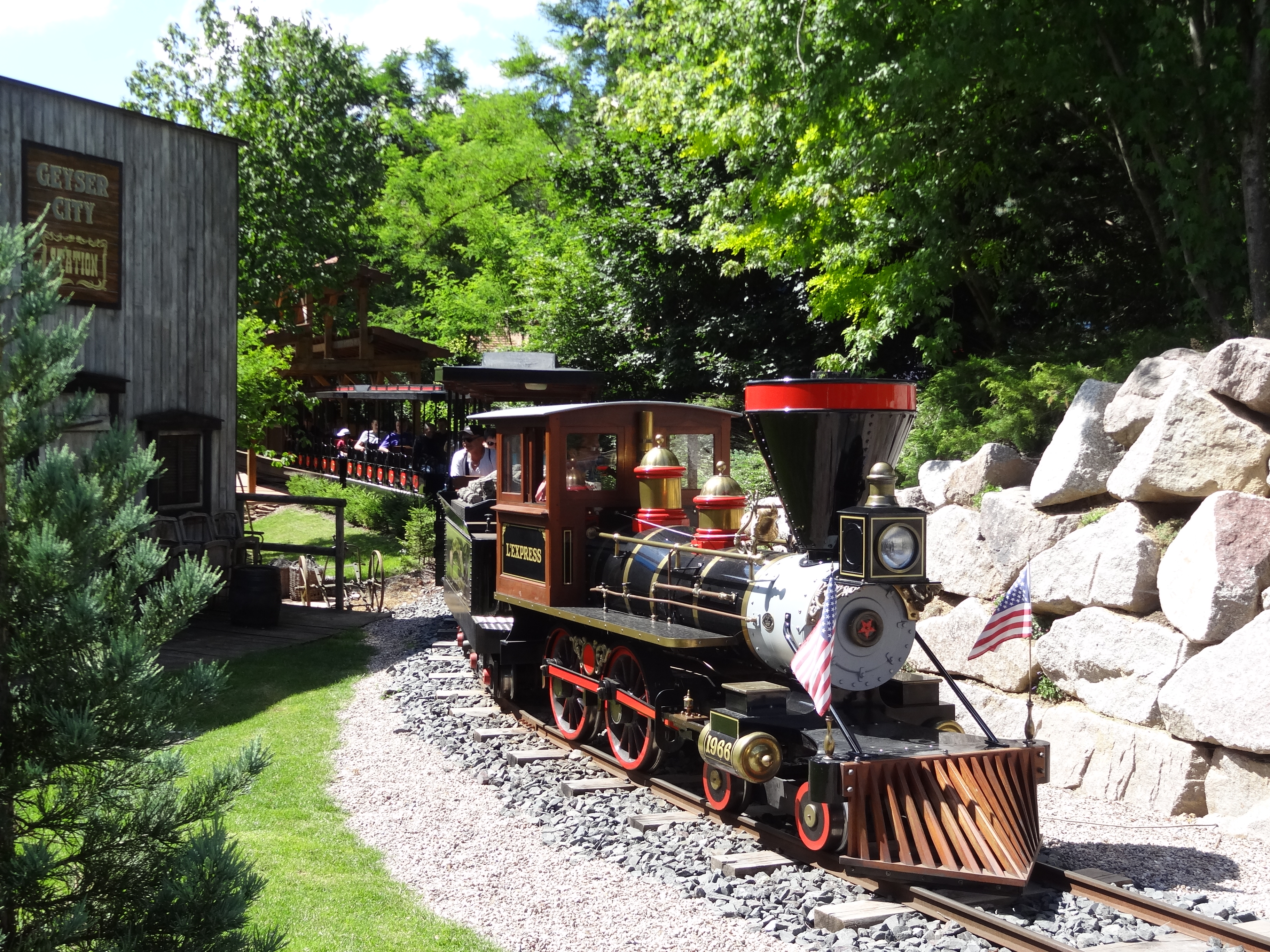
L'Express 1966

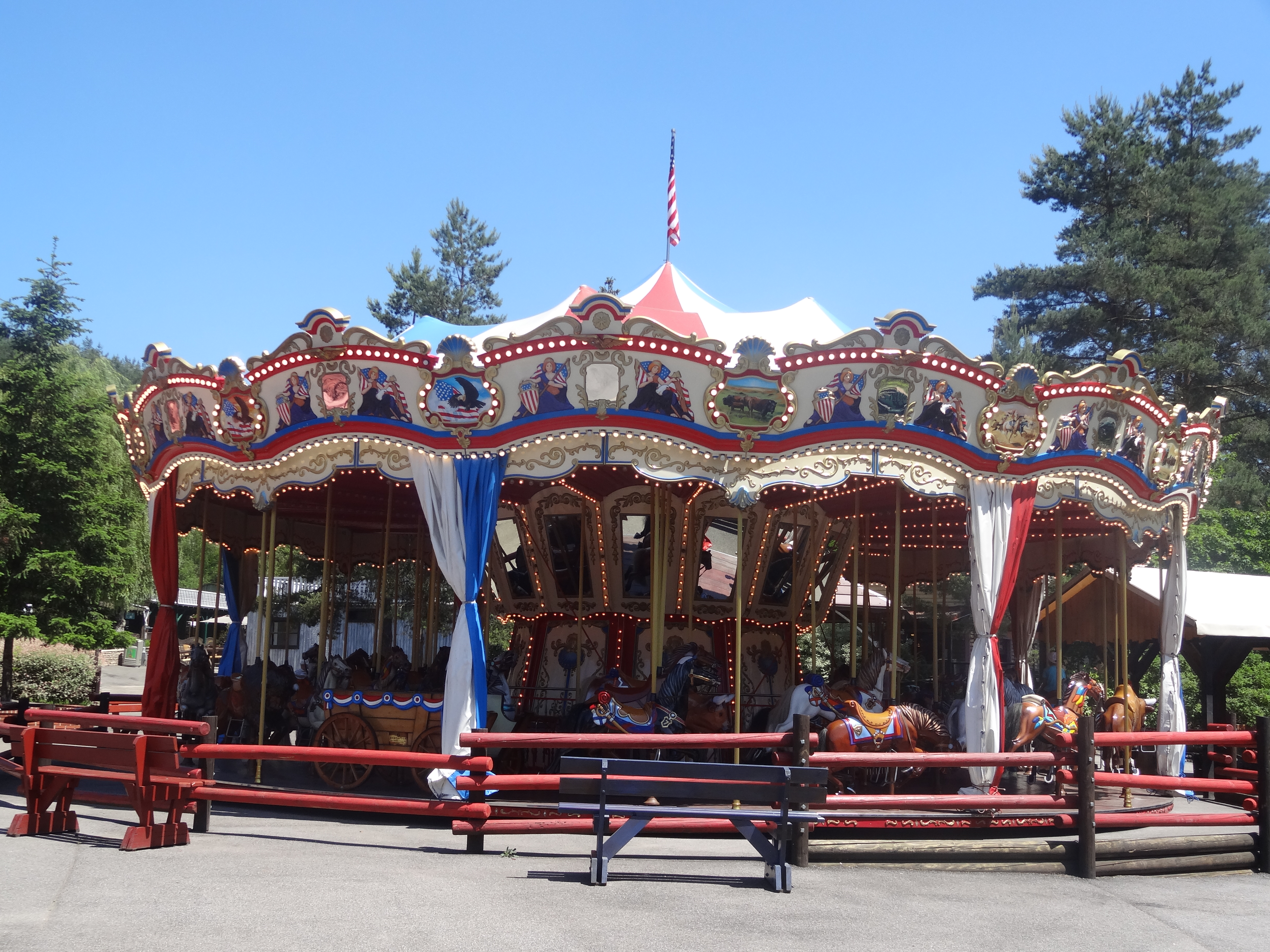
La Chevauchée

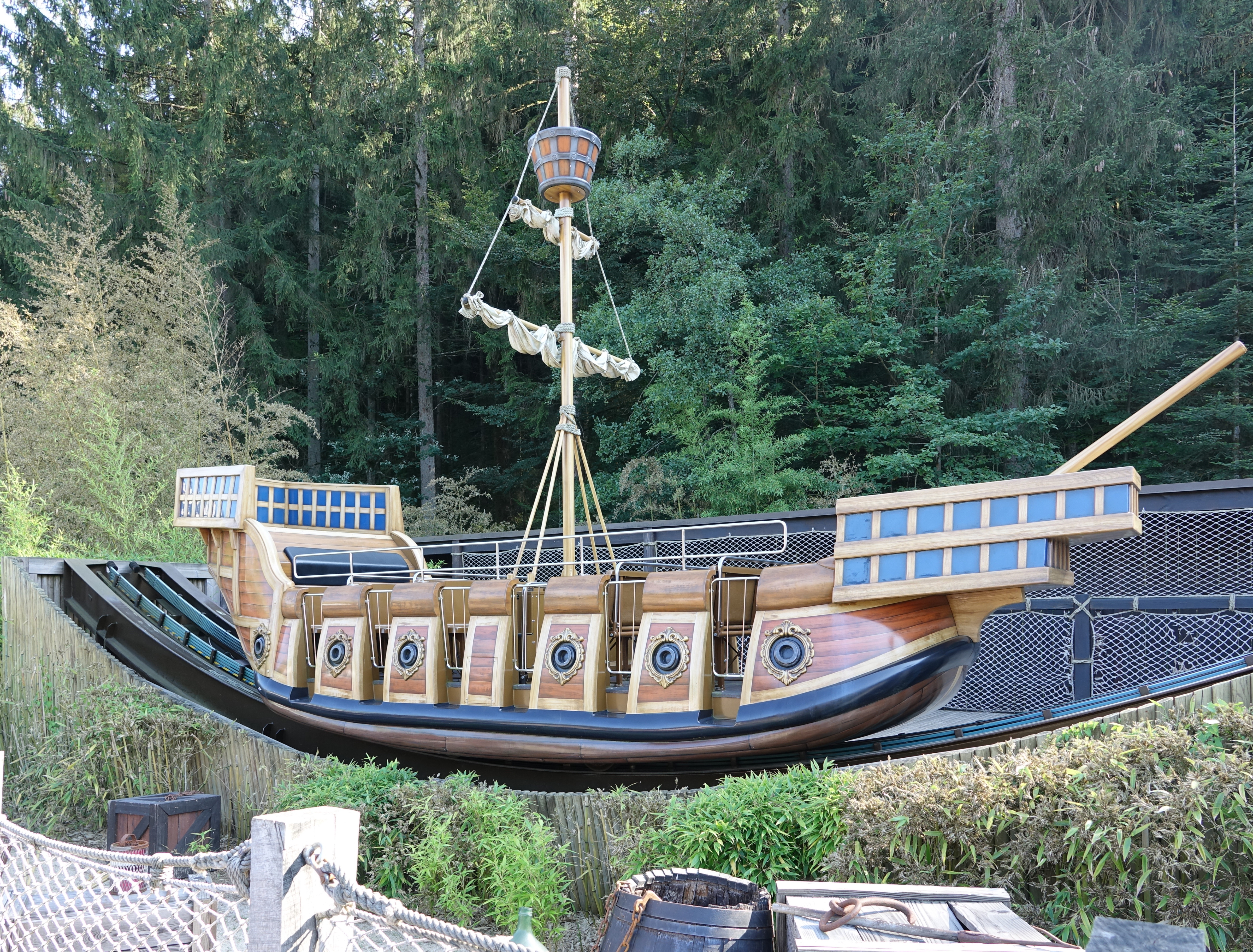
Le Santy Anno

- La Tornade : du constructeur Zamperla, cette attraction de type Barnyard est destinée à un public familial. Elle est ouverte depuis avril.
- La Chevauchée est un grand carrousel de Bertazzon, installé en 2008.
- Le Pony Express : réservée aux enfants, cette attraction, intégrée au quartier mexicain, simule une chevauchée dans les plaines de l'Ouest américain. C'est un exemplaire de Steeple chase Parcours à cheval sur rails.
- Ciné Desperados 3D : Cinémaction conçu par la société Alterface et considéré comme la première attraction du genre en France, il s'agit d'un cinéma interactif où les visiteurs doivent cumuler un maximum de points en tirant sur des cibles diffusées sur un écran à l'aide de faux pistolets. Le film en 3D est agrémenté d'effets spéciaux dans la salle imitant le vent, la pluie et les éclairs.
- Les Bisons rusés : autos tamponneuses thématiques de Bertazzon, destinées aux enfants de cinq à dix ans ouvertes depuis le 13 mai 2007.
- L'Express 1966 : remise au goût du jour de ce qui fut une des premières attractions du parc, ce train à vapeur construit par l'entreprise Severn Lamb permet de faire le tour du parc. Alors que la mise en circulation de la version originale date de 1971, le train actuel est une nouveauté 2010.
- Old America : cette attraction est un petit parcours de camions dans l'univers d'une ferme de l'Ouest américain, on peut y voir un vrai potager et des animaux de la basse-cour.
- La Roue panoramique : il s'agit d'une grande roue à thème western.

| Nom                     | Type                            | Constructeur   | Année                    |
| ----------------------- | ------------------------------- | -------------- | ------------------------ |
| Les Bisons rusés        | Autos tamponneuses pour enfants | Bertazzon      | 2007                     |
| Le Blizzard             | Manège d'Avions                 | Fabbri Group   | 1999                     |
| La Chevauchée           | Carrousel                       | Bertazzon      | 2008                     |
| Ciné Desperados 3D      | Cinémaction                     | Alterface      | 2006                     |
| Les Corb'hauts          | Magic Bikes                     | Zamperla       | 2020                     |
| La Diligence            | Crazy Bus                       | Zamperla       | 2013                     |
| Les Draisines           | Sidecar XL                      | Technical Park | 2022                     |
| L'Express 1966          | Train panoramique               | Severn Lamb    | 1971-2010 Rénové en 2010 |
| Old America             | Automobile sur rail             | Zamperla       | 2004                     |
| Le Pony Express         | Chevaux galopants               | Soquet         | 1997                     |
| Post Office             | Speedway                        | Zamperla       | 2020                     |
| Les P'tits moussaillons | Manège pour enfants             | Omes           | 2020                     |
| Las Ranitas             | Jump Around                     | Zamperla       | 2013                     |
| La Roue panoramique     | Grande roue                     | Zamperla       | 1995                     |
| Santy Anno              | Rockin' Tug                     | Zamperla       | 2015                     |
| Les Taureaux sauvages   | Demolition Derby                | Zamperla       | 2016                     |
| La Tornade              | Barnyard                        | Zamperla       | 2011                     |

### Les anciennes attractions
- La Mine d'or : cette attraction, de type parcours scénique, est aujourd'hui fermée. Déjà arrêtée une première fois en 1999 pour permettre la construction du Grand Canyon, la réouverture a été annoncée pour juin 2003. En réalité, l'attraction est restée fermée jusqu'en juin 2006. La quinzaine d'automates ont été fournis par le fabricant allemand HEIMO et les châssis des wagonnets ont été construits dans les ateliers du parc. La Mine d'or a de nouveau été fermée en 2016 afin de permettre la rénovation du rocher qui l'abrite.
- Les Sombreros : ouvert en 2004, dans le quartier mexicain, les visiteurs s'installaient dans d'énormes chapeaux à six places. Cette attraction fonctionnait grâce à un système d'axes de rotation excentrés et de vérins qui faisait se soulever en alternance les chapeaux.

## Restauration

### Restaurants
L'ensemble des restaurants du parc sont en libre-service.
- Arizona Pizza : (1999) placé au même endroit que l'ancienne auberge de la Roche des fées, ouverte en 1966, ce restaurant est aujourd'hui une pizzeria.
- Le Saloon : spécialités américaines et grillades, salades.
- La Cantina : (1997) spécialités mexicaines.
- Lucky Burger : (1994) restauration rapide : hamburgers, hot-dogs.

### Petite restauration
- Candy Corner : glaces et confiseries.
- La Mangeoire (2002) : vente de sandwiches.
- Le P'tit Ranch (2006) : situé au fond du parc, ce stand propose hot-dogs, brochettes de fruits et crêpes.
- La Cale des pirates (2009) : petite restauration variée.
- La Souche (2011) : brochettes de viande et de pommes de terre.
- Bagel's House (2014) : restauration rapide.